# Natalia Kluczariowa
Natalia Kluczariowa (ros. Наталья Ключарева, ur. 1981 w Permie) – rosyjska pisarka, poetka.
Studiowała filologię na Akademii Pedagogicznej w Jarosławiu. Pracowała jako redaktor w telewizji i czasopismach literackich. W 2005 roku przeniosła się do Moskwy. Debiutował w 2005 zbiorem poezji, jest także autorką dwóch powieści. W Polsce została wydana pierwsza z nich, oryginalnie opublikowany w 2008 Wagon Rosja. 

## Twórczość
- Белые пионеры (2006, zbiór poezji)
- Wagon Rosja (Россия: общий вагон, 2008, powieść)
- SOS (2009, powieść)